# U
La u (en mayúscula U, nombre u, plural úes) es la vigesimosegunda  letra del alfabeto español, vigesimoprimera del alfabeto latino básico, la quinta y última vocal.
En español representa una vocal cerrada y posterior, siendo muda en las sílabas: que, qui, gue, y gui. Se pronuncia con la adición de diéresis en los dos últimos ejemplos anteriores.

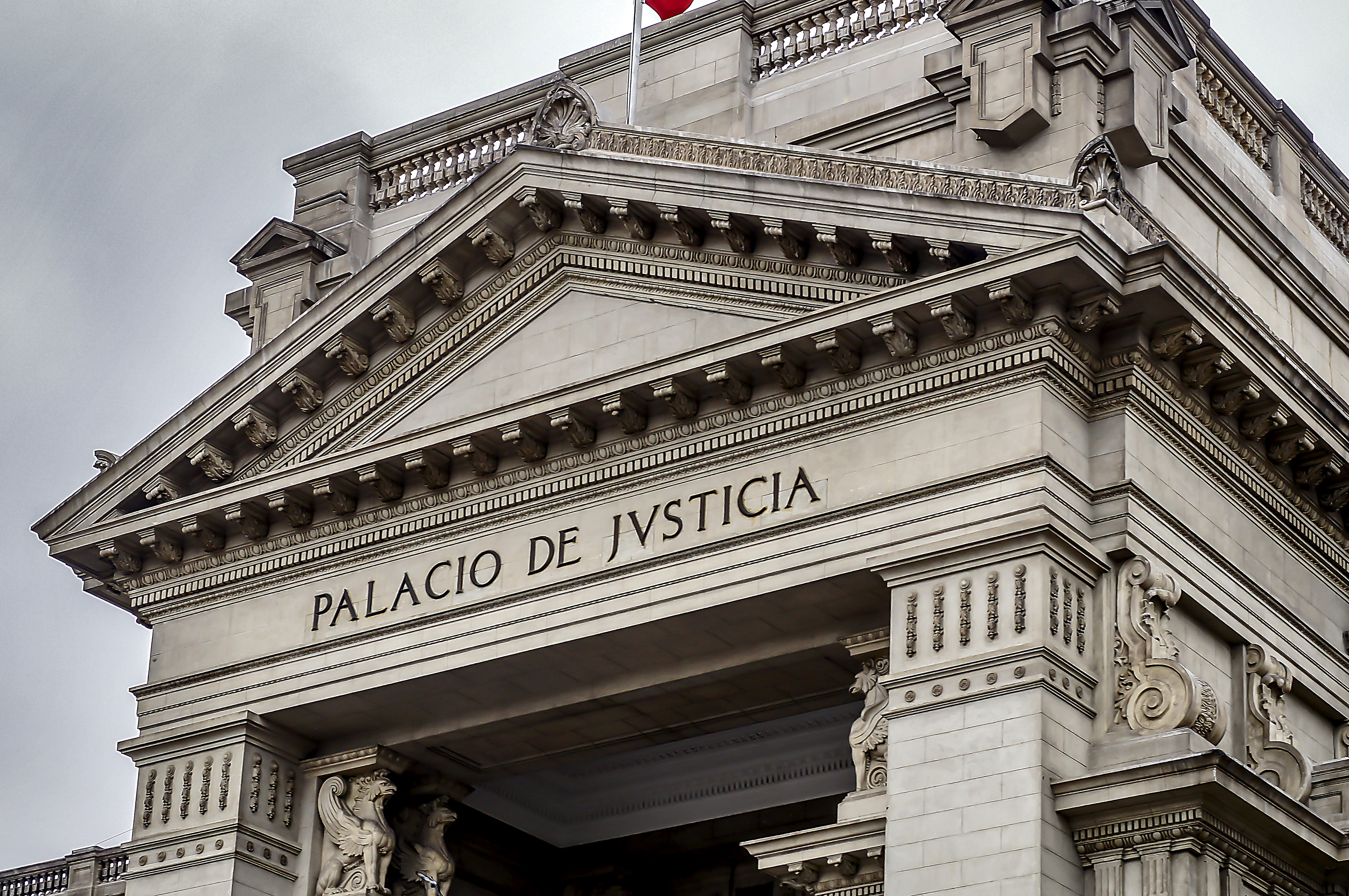
Palacio de Justicia de Lima, ejemplo de inscripción que utiliza V en vez de U.

## Historia
Se corresponde con la letra V del alfabeto latino o romano. Probable evolución del grafema:
| W |

| W |

## Representaciones alternativas
En alfabeto fonético aeronáutico se le asigna la palabra Uniform.
En código Morse es:  ··- 

Banderas de señales
Alfabeto semáforo
Lectura Braille
Alfabeto manual